# واشینگتن (یوتا)
واشینگتن (به انگلیسی: Washington) شهری در ایالت یوتا کشور ایالات متحده آمریکا است که جمعیت آن در سرشماری سال ۲۰۱۰ میلادی، ۱۸٬۷۶۱ نفر بوده‌است.